# Perga
Perga – rodzaj błonkówek z rodziny Pergidae.

## Taksonomia
Rodzaj Perga został opisany w 1817 roku przez Williama Leach'a. Gatunkiem typowym jest Perga dorsalis. W 1894 John William Shipp opisał go pod nazwami Camptoperga (gat. typ  Perga cressoni), Pergadopsis (gat. typ. Perga dahlbomii) oraz Plagioperga (gat. typ. Perga mayrii). Wszystkie te nazwy zostały zsynonimizowane z Perga w 1978 roku przez Davida Smitha.

## Zasięg występowania
Przedstawiciele tego rodzaju występują w Australii.

## Systematyka
Do  Perga zaliczanych jest 19 gatunków:

- Perga affinis
- Perga agnata
- Perga bradleyi
- Perga brevipes
- Perga brevitarsis
- Perga brullei
- Perga christii
- Perga dahlbomii
- Perga dorsalis
- Perga kirbii
- Perga klugii
- Perga kohli
- Perga konowi
- Perga leaski
- Perga mayrii
- Perga schiodtei
- Perga tristis
- Perga vollenhovii
- Perga waitei